# Guntown
Guntown – miasto w Stanach Zjednoczonych, w stanie Missisipi, w hrabstwie Lee.